# Минка
Ми́нка (яп. 民家 минка, «дом простонародья») — традиционный японский дом или традиционный дом японских простолюдинов.
В узком смысле термин обозначает крестьянские дома (яп. 農家 но:ка), построенные вплоть до конца эпохи Эдо. В широком смысле термин включает как крестьянские «нока», так и городские дома «матия» (яп. 町屋) того времени, а также дома, возведённые позже в традиционном стиле и технике.

## Этимология
Слово «минка» происходит из китайского языка, в Японии впервые упоминается в XII веке. Оно составлено из иероглифов  (яп. 農家 ка, «дом») и  (яп. 民 мин, «народ») из слова  (яп. 庶民 сёмин, «простой народ», «массы»).

## Типология и строительство
Существует большое разнообразие минка, так как они возводились местными жителями в соответствии с региональными традициями и под влиянием местного образа жизни.
Минка можно поделить на следующие категории: крестьянский дом «нока» (яп. 農家), городской дом «матия» (яп. 町屋), рыбацкий дом (яп. 漁家 гёка), горный дом (яп. 山家 санка).
Важной отличительной чертой минка является крыша, которая может быть разных типов. Крыша бывает щипцовой — киридзума-дзукури (яп. 切妻造), полувальмовой — иримоя-дзукури (яп. 入母屋造) или вальмовой— ёсэмунэ-дзукури (яп. 寄棟造). Если вход расположен со стороны щипца, это называлось цумаири (яп. 妻入), параллельно коньку — хираири-дзукури (яп. 平入造). Также существовало несколько техник возведения крыши. У крыш гассё-дзукури, типичных для горных районов префектур Гифу и Тояма, основным несущим элементом являются мощные стропила, поддерживающие концы конькового бруса; у крыш, построенных в технике синдзука (яп. 真束), конёк поддерживает ряд вертикальных столбов; у крыш в «японском стиле» (яп. 和小屋組 вагоягуми) вертикальные опоры упираются в анкерную балку нуки (貫).

## Внутреннее устройство
Типичный дом имел от 3 до 6 комнат и большой двор. В сельской местности во дворе располагалась печь «камадо» и мастерская. В городах или в горах из-за нехватки пространства комнаты располагались одна за другой.
«Скелет» дома, крыши, стены и опоры сделаны из дерева. Комнаты разделяли деревянные раздвижные двери или обтянутые бумагой фусума.
Функцию стен исполняют оклеенные бумагой раздвижные перегородки фусума и сёдзи. Такая конструкция внутренних перегородок позволяет произвольно изменять внутренние объёмы дома. Основной пол земляной, над ним на высоте около 50 см устанавливается деревянный настил, на котором сидят, спят, принимают пищу. Часть дома имеет лишь глинобитные полы  (яп. 土間 дома), там обычно располагаются кухни, мастерские.
К концу периода Эдо выделилось несколько особенных региональных типов: в регионе Канто сложился Г-образный дом магария (яп. 曲り屋); в регионе Тохоку Г-образный дом тюмон-дзукури (яп. 中門造 ), включавший в себя конюшню; дома в стиле кабуто-дзукури (яп. 兜造) имели высокую, крытою соломой крышу, пространство под которой использовалось для разведения шелкопряда.